# Mbandjock
Mbandjock – miasto w Kamerunie, w Regionie Centralnym. Liczy około 27,5 tys. mieszkańców.
W mieście znajduje się lokalne lotnisko.